# クルムホルン

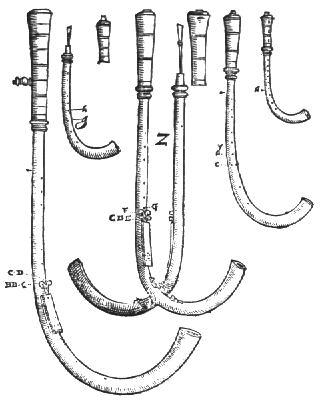
プレトリウス『音楽大全（シンタグマ・ムジクム）』第2巻 (1619)にみえるクルムホルン

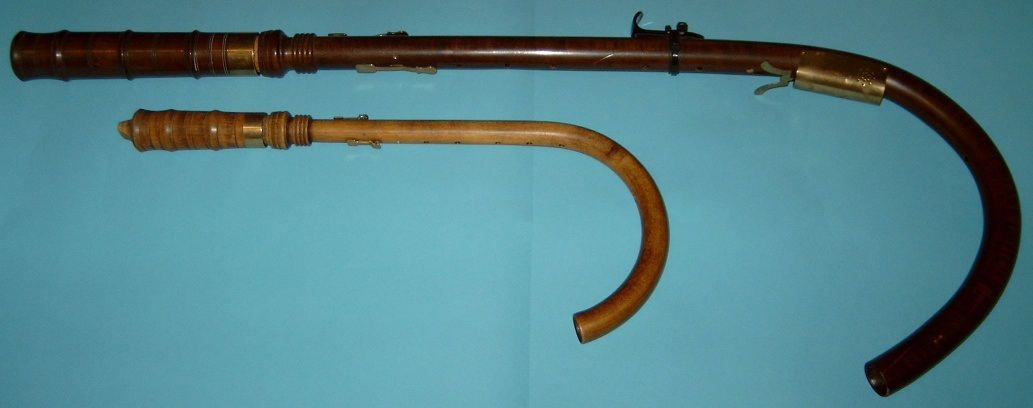
現代のキー付F管アルト・クルムホルン

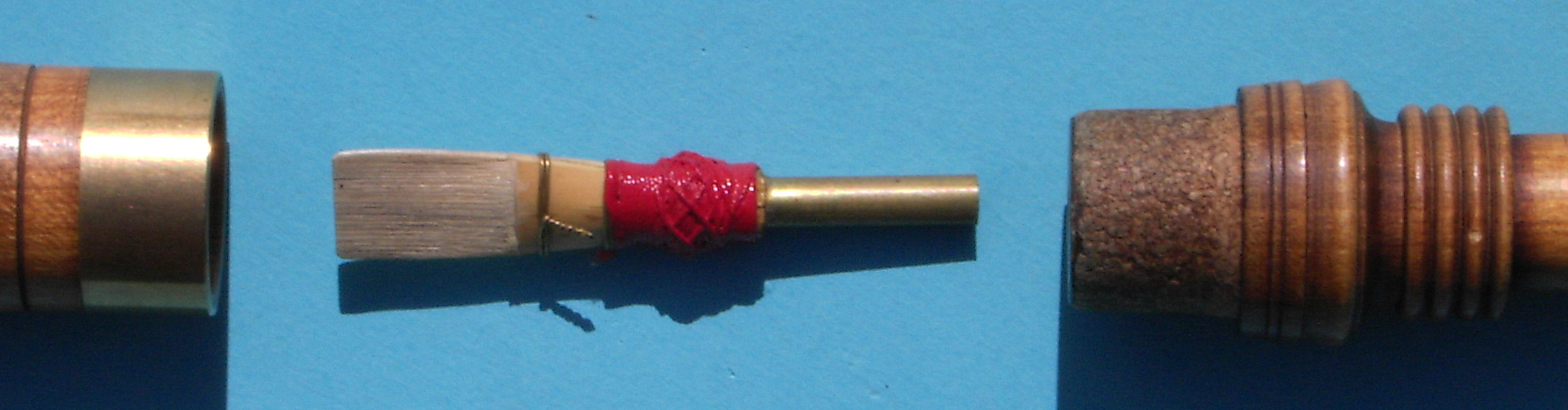
F管アルト・クルムホルンのダブルリード

クルムホルン（英: crumhorn）は古い木管楽器のひとつである。ルネサンス期にはポピュラーな楽器であった。20世紀には、古楽への関心の復活とともに再びクルムホルンが演奏されるようになった。
その名前は「曲がったホルン（角笛）」を意味するドイツ語のKrumhorn （Krummhorn またはKrumphornとも綴られる）に由来する。 このKrumは「曲線」を意味する古英語のcrumpと関連があり、現代英語のcrumpled（ねじ曲がった）やcrumpet（丸いケーキ）に引き継がれている。
クルムホルンはリードがキャップで覆われた楽器である。その構造はバグパイプのチャンター（主唱管）に良く似ている。長い管の一方の端にある歌口のキャップの中に、ダブルリードが取り付けてあり、歌口のキャップに息を吹き込んで音を出す。音高は管に沿って開けられた指穴を開閉して変化させる。クルムホルンのもっとも特異な点はその形状である。端が上に向かって弧を描いて曲がっており、そのためにこの楽器はバナナのような形、よりひらたく言えばアルファベットのJの文字の形をしている。
クルムホルンは大きなビーという音を出す。音域は狭く、通常は長9度の範囲である。理論的にはリードをオーバーブロウすることによって基音より12度高い音を出すことが出来るが、リードを唇にくわえていないためにこれは非常に難しく、現実にはすべての演奏は基音の範囲で行われる。いくつかの大きな楽器では、指穴を追加したり、スライドを設けたり、息の圧力を減じたりすることによって音域を下方に拡張することもある。現代のクルムホルンは、ふたつのキーによって音域を上方に拡張して11度としている。クルムホルンはクロス・フィンガリングによって、最低音の短2度上の音以外は半音階を演奏することが出来る。こうした音域の制限のために、クルムホルンの音楽は、異なる音域を持つ異なるサイズの楽器のグループによって演奏されることが一般的である。こうしたグループは、クルムホルン・コンソートと呼ばれている。クルムホルンはルネサンス期の他の多くの楽器と同様、声楽の四重唱の例にならってソプラノ・アルト・テナー・バスの4種で構成された。時折はさらに音域の高い、あるいは低い楽器も作られたが、上記の4種にくわえて長続きしたのはコントラバスのみであった。ルネサンス期の他の多くの木管楽器と同様、C管とF管の楽器がもっとも長く作られ続けた。
| サイズ       | 音域（括弧内は現代のクルムホルン）           |
| ソプラノ     | C4（中央ハ）, D4–D5 (–F5)                    |
| アルト       | F3（中央ハの5度下）, G3–F4 (–B4)             |
| テナー       | C3（中央ハの1オクターブ下）,D3–D4 (–F4)      |
| バス         | F2（中央ハの1オクターブと5度下）,G2–F3 (–B3) |
| コントラバス | C2（中央ハの2オクターブ下）,D2–D3 (–F3)      |

ヨハン・ヘルマン・シャインは、1617年の曲集『音楽の饗宴(Banchetto Musicale)』の中に、クルムホルンのための「4声のパドゥアーナ(padouana à 4)」を収録している。ミヒャエル・プレトリウスは自らのいくつかの宗教声楽曲の中で、トロンボーン、ダルシアンあるいはその他の楽器の代わりにクルムホルンを使用することも可能であると記している。アントニー・ホルボーンの作品のいくつかは、クルムホルンでの演奏に適している。